# Morti nel 2004/Aprile
| Questa pagina contiene informazioni ricavate automaticamente dalle voci biografiche con l'ausilio del template Bio e di un bot. L'aggiornamento è periodico e automatico e ricostruisce completamente la pagina. Se manca una persona in questa lista, sei pregato di non aggiungerla, ma accertati piuttosto che la sua voce biografica contenga il template Bio e che i dati anagrafici siano correttamente compilati. Se il template Bio manca, inseriscilo tu stesso o, in alternativa, metti l'avviso {{tmp\|Bio}} che ne segnala la mancanza. Se i dati riportati sono sbagliati, correggi direttamente la voce biografica; le modifiche saranno visibili in questa lista entro pochi giorni. Per chiarimenti vedi il progetto biografie. La lista contiene solo le 125 persone che sono citate nell'enciclopedia e per le quali è stato implementato correttamente il template Bio. Pagina aggiornata al 26 lug 2025. |

- 1º aprile - Aldo Bertocci, tenore italiano (n. 1915)
- 1º aprile - Vincenzo Biava, tiratore a segno italiano (n. 1916)
- 1º aprile - Giannīs Kyrastas, calciatore e allenatore di calcio greco (n. 1952)
- 1º aprile - Renzo Nanni, poeta e scrittore italiano (n. 1921)
- 1º aprile - Jacques Seiler, attore francese (n. 1928)
- 1º aprile - Carrie Snodgress, attrice statunitense (n. 1945)
- 2 aprile - Duilio De Pieri, ciclista su strada italiano (n. 1931)
- 2 aprile - Pasquale De Simone, politico italiano (n. 1924)
- 2 aprile - Aurelio Santagostino, calciatore italiano (n. 1928)
- 2 aprile - Chaïbia Talal, pittrice marocchina (n. 1929)
- 2 aprile - John Taras, danzatore e coreografo statunitense (n. 1919)
- 3 aprile - Gabriella Ferri, cantautrice, cabarettista e attrice italiana (n. 1942)
- 3 aprile - André Hess, calciatore francese (n. 1933)
- 3 aprile - Nicola Lettieri, politico italiano (n. 1923)
- 3 aprile - Bibi Vogel, attrice, cantante e attivista brasiliana (n. 1942)
- 3 aprile - Valeriano Zanazzi, ciclista su strada e ciclocrossista italiano (n. 1926)
- 4 aprile - Gito Baloi, cantante, bassista e musicista mozambicano (n. 1964)
- 4 aprile - Gébé, disegnatore e fumettista francese (n. 1929)
- 4 aprile - Danuta Czech, storica polacca (n. 1922)
- 4 aprile - Mario Fazio, giornalista e urbanista italiano (n. 1924)
- 4 aprile - Bogdan Norčič, saltatore con gli sci jugoslavo (n. 1953)
- 4 aprile - Alberic Schotte, ciclista su strada, pistard e dirigente sportivo belga (n. 1919)
- 4 aprile - Ron Williams, cestista e allenatore di pallacanestro statunitense (n. 1944)
- 4 aprile - Austin Willis, attore canadese (n. 1917)
- 5 aprile - Fernand Goyvaerts, calciatore belga (n. 1938)
- 5 aprile - Sławomir Rawicz, ufficiale e scrittore polacco (n. 1915)
- 5 aprile - Ed White, attore statunitense (n. 1947)
- 6 aprile - Jakob Alder, compositore e violinista svizzero (n. 1915)
- 6 aprile - Gianfranco Frattini, architetto e designer italiano (n. 1926)
- 6 aprile - Matazō Kayama, pittore giapponese (n. 1927)
- 6 aprile - Vincenzo Leanza, politico italiano (n. 1932)
- 6 aprile - Carlo Merolli, politico e avvocato italiano (n. 1927)
- 7 aprile - Enrico Ameri, giornalista italiano (n. 1926)
- 7 aprile - Victor Argo, attore statunitense (n. 1934)
- 7 aprile - Davie Johnston, calciatore scozzese (n. 1942)
- 7 aprile - José Antonio de la Loma, sceneggiatore e regista spagnolo (n. 1924)
- 7 aprile - Peter Urban, karateka e maestro di karate statunitense (n. 1934)
- 8 aprile - Laércio Wilson Barbalho, politico brasiliano (n. 1918)
- 8 aprile - Fred Olivi, militare statunitense (n. 1922)
- 9 aprile - Lélia Abramo, attrice, politica e attivista brasiliana (n. 1911)
- 9 aprile - Sein Lwin, generale e politico birmano (n. 1924)
- 9 aprile - Chick Meehan, cestista e allenatore di pallacanestro statunitense (n. 1917)
- 9 aprile - Martin Rickelt, attore tedesco (n. 1915)
- 9 aprile - Julius Sang, velocista keniota (n. 1946)
- 9 aprile - Jiří Weiss, regista cecoslovacco (n. 1913)
- 10 aprile - Lodovico Barbiano di Belgiojoso, nobile, architetto e designer italiano (n. 1909)
- 10 aprile - Jacek Kaczmarski, cantautore polacco (n. 1957)
- 10 aprile - Odd Wang Sørensen, calciatore norvegese (n. 1922)
- 11 aprile - Kim Arena, cantante italiano (n. 1948)
- 11 aprile - Cesare Garboli, critico letterario, critico teatrale e traduttore italiano (n. 1928)
- 11 aprile - Walter Guertler, produttore discografico e imprenditore svizzero (n. 1924)
- 12 aprile - Alfio Caponi, politico, sindacalista e partigiano italiano (n. 1914)
- 12 aprile - Jean-Marie Robain, attore francese (n. 1913)
- 13 aprile - Dadamaino, artista italiana (n. 1930)
- 14 aprile - Erik Kuld Jensen, calciatore danese (n. 1925)
- 14 aprile - Oscar Mischiati, musicologo italiano (n. 1936)
- 14 aprile - Fabrizio Quattrocchi, italiano (n. 1968)
- 14 aprile - Osvaldo Riva, lottatore italiano (n. 1927)
- 15 aprile - Maria Denis, attrice italiana (n. 1916)
- 15 aprile - Andrea Mariano Magrassi, arcivescovo cattolico italiano (n. 1930)
- 15 aprile - Mitsuteru Yokoyama, fumettista giapponese (n. 1934)
- 16 aprile - Abu al-Walid, rivoluzionario saudita (n. 1967)
- 16 aprile - Gastone Boni, calciatore e allenatore di calcio italiano (n. 1914)
- 16 aprile - Elwood Cooke, tennista statunitense (n. 1913)
- 16 aprile - Matilde Moraschi, cestista, schermitrice e velocista italiana (n. 1910)
- 17 aprile - Hoo Cha-pen, cestista e allenatore di pallacanestro taiwanese (n. 1924)
- 17 aprile - Goose Ligon, cestista statunitense (n. 1944)
- 17 aprile - André Makarakiza, arcivescovo cattolico burundese (n. 1919)
- 17 aprile - Armando Pizzinato, pittore italiano (n. 1910)
- 17 aprile - Gino Simionato, criminale di guerra italiano (n. 1920)
- 17 aprile - Abd al-Aziz al-Rantissi, politico palestinese (n. 1947)
- 18 aprile - Kamisese Mara, politico figiano (n. 1920)
- 18 aprile - Frances Rafferty, attrice statunitense (n. 1922)
- 19 aprile - George Hardwick, allenatore di calcio e calciatore inglese (n. 1920)
- 19 aprile - Volodymyr Kaplyčnyj, calciatore sovietico (n. 1944)
- 19 aprile - Julião Kutonda, calciatore angolano (n. 1965)
- 19 aprile - Glenn Leedy, attore statunitense (n. 1935)
- 19 aprile - John Maynard Smith, biologo e genetista inglese (n. 1920)
- 19 aprile - Ginette Mazel, cestista francese (n. 1935)
- 19 aprile - Ronnie Simpson, calciatore scozzese (n. 1930)
- 20 aprile - Pietro Battaglia, politico italiano (n. 1930)
- 20 aprile - Orlando Calevro, pianista italiano (n. 1954)
- 20 aprile - Giorgio Falck, imprenditore, ingegnere e velista italiano (n. 1938)
- 20 aprile - Onelia Fineschi, soprano italiana (n. 1921)
- 20 aprile - Lizzy Mercier Descloux, musicista, cantautrice e compositrice francese (n. 1956)
- 20 aprile - Ada Maria Pellacani, scrittrice, giornalista e poetessa italiana (n. 1902)
- 20 aprile - Abdullah Shah, serial killer afghano (n. 1965)
- 21 aprile - Karl Hass, militare e criminale di guerra tedesco (n. 1912)
- 21 aprile - Lina Termini, cantante italiana (n. 1918)
- 22 aprile - Sidney Allen, linguista e glottologo britannico (n. 1918)
- 22 aprile - Franco Delli Colli, direttore della fotografia italiano (n. 1929)
- 22 aprile - Pat Tillman, giocatore di football americano e militare statunitense (n. 1976)
- 22 aprile - Ramón Torrella Cascante, arcivescovo cattolico spagnolo (n. 1923)
- 23 aprile - Marie-Émile Boismard, biblista francese (n. 1916)
- 23 aprile - Oscar Nuccio, economista italiano (n. 1931)
- 23 aprile - Saúl Ongaro, calciatore argentino (n. 1916)
- 23 aprile - Herman Veenstra, pallanuotista olandese (n. 1911)
- 24 aprile - Vladimir Sergeevič Byčkov, regista sovietico (n. 1929)
- 24 aprile - Francesco Deriu, politico italiano (n. 1917)
- 24 aprile - José Giovanni, scrittore, sceneggiatore e regista francese (n. 1923)
- 24 aprile - Estée Lauder, imprenditrice statunitense (n. 1908)
- 24 aprile - Alfredo Salsano, storico, sociologo e curatore editoriale italiano (n. 1939)
- 24 aprile - Willie Watson, calciatore, allenatore di calcio e crickettista inglese (n. 1920)
- 25 aprile - Thom Gunn, poeta britannico (n. 1929)
- 25 aprile - Eddie Hopkinson, calciatore e allenatore di calcio inglese (n. 1935)
- 25 aprile - Jacques Rouxel, animatore francese (n. 1931)
- 25 aprile - Pat Moore, attore britannico (n. 1912)
- 26 aprile - Ermanno Benocci, politico italiano (n. 1930)
- 26 aprile - Kurt Dossin, pallamanista tedesco (n. 1913)
- 26 aprile - Rangel Gerovski, lottatore bulgaro (n. 1959)
- 26 aprile - Maria Teresa Letizia, doppiatrice e attrice italiana (n. 1947)
- 26 aprile - Lee Loevinger, magistrato e avvocato statunitense (n. 1913)
- 26 aprile - Hubert Selby Jr., scrittore e sceneggiatore statunitense (n. 1928)
- 26 aprile - Hasse Thomsén, pugile svedese (n. 1942)
- 27 aprile - Jean-Devaivre, regista e sceneggiatore francese (n. 1912)
- 27 aprile - Alex Randolph, autore di giochi statunitense (n. 1922)
- 28 aprile - Patrick Berhault, arrampicatore e alpinista francese (n. 1957)
- 29 aprile - Gaetano Badalamenti, mafioso italiano (n. 1923)
- 29 aprile - Giovanni Calegari, calciatore e allenatore di calcio italiano (n. 1932)
- 29 aprile - Filippo Cavalli, calciatore italiano (n. 1921)
- 29 aprile - Emil Klein, violoncellista e direttore d'orchestra rumeno (n. 1955)
- 30 aprile - Gianni Agnello, fumettista e pianista italiano (n. 1933)
- 30 aprile - Biagio Dreossi, calciatore italiano (n. 1931)
- 30 aprile - Evelyn Ntoko Mase, infermiera sudafricana (n. 1922)
- 30 aprile - Adolf Verschueren, ciclista su strada e pistard belga (n. 1922)